# Lunapark (1992.)
"Lunapark" (rus. "Луна-парк") - drugi dugometražni film ruskog redatelja Pavla Lungina iz 1992.
Film je bio uvršten u osnovni program festivala u Cannesu 1992.

## Radnja
Mladić po imenu Andrej na čelu je radikalne antisemitske organizacije "čistača", čiji članovi sudjeluju u masovnim tučnjavama s bajkerima, bave se reketarstvom zadrugara i "preodgojem" homoseksualaca.
Nakon jedne pljačke, Andrej neočekivano doznaje da je njegov otac poznati kompozitor židovskog podrijetla, koji je, između ostalog, svojevremeno uništio snove njegove prijateljice Aljone o karijeri operne pjevačice. Nakon donekle teškog početka, odnos između oca i sina počinje se pomalo popravljati, no uskoro je Andrej primoran obračunati se s vlastitom prošlošću.

## Uloge
- Oleg Borisov - Naum Hejfic
- Andrej Kalinin - Andrej
- Natalja Jegorova - Aljona
- Nonna Mordjukova - teta
- Mihail Golubovič - nijemi
- Aleksandr Feklistov - Boris Ivanovič
- Tatjana Lebed'kova - prostitutka
- Aleksandr Savin - Sanjok
- Igor Zolotovickij - vlasnik restorana
- Lilja Markovič - emigrantica
- Vanja Oličejko - Vanja
- Klavdija Kozljonkova - pazikuća

## Kritike
- Maja Turovskaja:

"U Moskvi nema lunaparka. U Moskvi postoji park kulture 'Gorki'. Sam naziv upućuje na tu razinu približnosti koji je jasan nama, sunarodnjacima, te, očito, nije previše jasan onima kojima je film upućen. Za razliku od Andreja Končalovskog, prošlost ruskog redatelja nad Lunginom nije dovoljna. No ja bih gledala ovaj film čak sa zadovoljstvom, da nema potpuno lažne mitologije nacionalnog pitanja nasilno unesenog u siže.".

## Nagrade i nominacije
- 1992. - filmska nagrada "Zlatni ovan" za najboljeg glumca (Oleg Borisov)
- 1992. - filmska nagrada "Nika" za najbolju glazbu (Isaak Švarc)
- 1992. - sudionik osnovnog programa festivala u Caanesu.